# Cneo Antonio Fusco
Cneo o Gneo Antonio Fusco (en latín: Gnaeus Antonius Fuscus) fue un senador romano que desarrolló su carrera política a finales del siglo I y comienzos del siglo II bajo los imperios de Domiciano, Nerva y Trajano.

## Vida
De familia de origen itálico, conocemos su carrera política a través una inscripción honoraria procedente de Roma:

[Cn(aeo) Ant]on[io ¿Cn(aei) f(ilio)? F]usc[o]

[Xviro stlitib]us iudica[ndis trib(uno) mil(itum)]

[leg(ionis) --- in Ge]rmania q(uaestori) [trib(uno) pleb(is)] 

[praetori p]raef(ecto) frum(enti) [dandi] 4

[leg(ato)] provinc(iae) [----

De acuerdo con ella, inició su cursus honorum bajo Domiciano, a finales de la década de los 80 del siglo I, como Decemviro Stlitibus Iudicandis dentro del vigintivirato, para pasar a ser al año siguiente tribuno laticlavio de una legión desconocida en Germania. De vuelta a Roma, fue designado sucesivamente cuestor, tribuno de la plebe y pretor, lo que le facultó para ser nombrado praefectus frumenti dandi, cargo de confianza que entrañaba, junto con otros tres expretores, dirigir el reparto de alimentos a la plebe de Roma.
El siguiente puesto en su carrera fue el gobernador de una provincia desconocida de rango pretorio, como Lusitania, Galia Narbonense o Tracia. Posiblemente mientras gobernaba esa provincia, se produjo el asesinato de Domiciano en 96 y a proclamación de Nerva como emperador.
De vuelta a Roma, tuvo que esperar bastantes años hasta culminar su carrera como consul suffectus entre mayo y agosto del año 109, ya avanzado el imperio de Trajano.